# 김상건
김상건(생년 미상 ~ )은 조선민주주의인민공화국의 정치인이다. 조선로동당 중앙위원회 정치국 후보위원으로 당 중앙검사위원회 부위원장 겸 조선로동당 중앙비서국 규률조사부장이다.

## 경력
2022년 12월, 조선로동당 중앙위원회 제8기 제6차 전원회의 확대회의에서 조선로동당 중앙위원회 위원으로 선출되었다. 그리고 당 중앙정치국 후보위원과 당 중앙검사위원회 부위원장 겸 조선로동당 중앙비서국 규률조사부장으로 임명되었다.